# Numérian
Numérian est un syndicat mixte situé en Ardèche, en région Auvergne-Rhône-Alpes.

## Historique
- janvier 1995 : le Syndicat mixte des inforoutes répond à un appel à projets lancé par le gouvernement Édouard Balladur sur le thème des « autoroutes de l'information »[1].
- le 16 octobre 1995 : le projet « Inforoutes en milieu rural » est retenu par le comité interministériel parmi 685 dossiers[2],[3].
- le 5 novembre 1995 : les statuts du Syndicat mixte intercommunal à vocation unique des inforoutes de l’Ardèche sont déposés en sous-préfecture de Tournon-sur-Rhône et reçoivent l’aval de l’État.
- décembre 1995 : le Syndicat mixte des inforoutes signe une convention de financement avec France Télécom.
- octobre 1996, la plateforme de services Internet est mise en service au Cheylard.
- 2009 : le Syndicat mixte des inforoutes signe une convention de financement avec la Coordination Rhône-Alpes de l'Internet Accompagné[4].
- 2013 : mise à disposition de la plateforme « GéoArdèche ».
- 2014 : Création de la salle de serveurs (data center) à Privas.
- 2018 : Déménagement des agents à Le Pouzin dans un bâtiment basse consommation.
- 2019 : le syndicat mixte des Inforoutes devient « Numérian ».

## Cadre et Nature juridique
Numérian est un syndicat mixte ouvert.

## Mission
Numérian a pour mission de sensibiliser la population et de former les professionnels du secteur public de l’éducation et des collectivités locales à l’utilisation des technologies de l’information et de la communication.

## Services
Dématérialisation des marchés publics, maintenance et réseaux informatiques, logiciels communaux et périscolaire, RGPD, inclusion numérique, Système d’Information Géographique, hébergement web, messagerie, wifi public, visioconférence…

## Adhérents
Numérian rassemble la quasi-totalité des communes ardéchoises ainsi que des communes de la Drôme et de la Loire, soit 438 communes (92 membres de façon directes et le reste via leurs intercommunalités) et le conseil départemental de l'Ardèche. 

## Financement
Numérian a bénéficié à son origine de budgets européens (Feder, Ten-Telecom, Leader II) et nationaux (France Telecom et Datar). 
Il est aujourd'hui devenu autonome, s'appuyant sur les cotisations de ses adhérents, et sur la vente de services et produits.